# Brodski Stupnik
Brodski Stupnik est un village et une municipalité située dans le comitat de Brod-Posavina, en Croatie. Au recensement de 2001, la municipalité comptait 3 526 habitants, dont 94,95 % de Croates et le village seul comptait 1 772 habitants.

## Localités
La municipalité de Brodski Stupnik compte 4 localités :
- Brodski Stupnik
- Krajačići
- Lovčić
- Stari Slatinik